# Алгоритм Левенберга — Марквардта
Алгоритм Левенберга — Марквардта — метод оптимизации, направленный на решение задач о наименьших квадратах. Является альтернативой методу Ньютона. Может рассматриваться как комбинация последнего с методом градиентного спуска или как метод доверительных областей. Алгоритм был сформулирован независимо Левенбергом (1944) и Марквардтом (1963).

## Постановка задачи
Пусть имеется задача о наименьших квадратах вида:
{\displaystyle F({\vec {x}})=\|{\vec {f}}({\vec {x}})\|^{2}=\sum _{i=1}^{m}f_{i}^{2}({\vec {x}})=\sum _{i=1}^{m}(\varphi _{i}({\vec {x}})-{\mathcal {F}}_{i})^{2}\to \min \!.}
Эта задача отличается особым видом градиента и матрицы Гессе:
{\displaystyle \nabla F({\vec {x}})=2J^{T}({\vec {x}}){\vec {f}}({\vec {x}}),}
{\displaystyle H({\vec {x}})=2J^{T}({\vec {x}})J({\vec {x}})+2Q({\vec {x}}),\qquad Q({\vec {x}})=\sum _{i=1}^{m}f_{i}({\vec {x}})H_{i}({\vec {x}}),}
где {\displaystyle J({\vec {x}})} — матрица Якоби вектор-функции {\displaystyle {\vec {f}}({\vec {x}})}, {\displaystyle H_{i}({\vec {x}})} — матрица Гессе для её компоненты {\displaystyle f_{i}({\vec {x}})}.
Тогда согласно методу Гаусса — Ньютона в предположении доминирующей роли слагаемого {\displaystyle J^{T}({\vec {x}})J({\vec {x}})} над {\displaystyle Q({\vec {x}})} (то есть если норма {\displaystyle \|{\vec {f}}({\vec {x}})\|} значительно меньше максимального собственного значения матрицы {\displaystyle J^{T}({\vec {x}})J({\vec {x}})}) очередное направление {\displaystyle {\vec {p}}} определяется из системы:
{\displaystyle J^{T}({\vec {x}})J({\vec {x}}){\vec {p}}=-J^{T}({\vec {x}}){\vec {f}}({\vec {x}}).}

## Алгоритм
Направление поиска Левенберга — Марквардта определяется из системы:
{\displaystyle [J^{T}({\vec {x}}_{k})J({\vec {x}}_{k})+\lambda _{k}I]{\vec {p}}_{k}=-J^{T}({\vec {x}}_{k}){\vec {f}}({\vec {x}}_{k}),}
где {\displaystyle \lambda _{k}} — некоторая неотрицательная константа, своя для каждого шага, {\displaystyle I} — единичная матрица.
{\displaystyle {\vec {x}}_{k+1}={\vec {x}}_{k}+{\vec {p}}_{k}.}
Выбор {\displaystyle \lambda _{k}} можно осуществлять, делая его достаточным для монотонного спуска по функции невязки {\displaystyle F({\vec {x}})}, то есть увеличивать параметр до тех пор, пока не будет достигнуто условие {\displaystyle F({\vec {x}}_{k+1})<F({\vec {x}}_{k})}. Также параметр {\displaystyle \lambda _{k}} можно устанавливать исходя из отношения между фактическими изменениями функции {\displaystyle {\vec {f}}({\vec {x}}),} достигнутыми в результате пробных шагов, и ожидаемыми величинами этих изменений при интерполяции. Подобную процедуру построил Флетчер.
Также можно показать, что {\displaystyle {\vec {p}}_{k}} удовлетворяет условию:
{\displaystyle {\vec {p}}_{k}=\mathrm {arg} \min _{\|{\vec {p}}\|\leqslant \Delta }\|J({\vec {x}}_{k}){\vec {p}}+{\vec {f}}({\vec {x}}_{k})\|,}
где {\displaystyle \Delta } — параметр, связанный с {\displaystyle \lambda _{k}}.

## Комбинация градиентного спуска и метода Гаусса — Ньютона
Нетрудно заметить, что при {\displaystyle \lambda _{k}=0} алгоритм вырождается в метод Гаусса — Ньютона, а при достаточно большом {\displaystyle \lambda _{k}} направление {\displaystyle {\vec {p}}_{k}} незначительно отличается от направления наискорейшего спуска. Таким образом, при правильном подборе параметра {\displaystyle \lambda _{k}} добиваются монотонного убывания минимизируемой функции. Неравенство {\displaystyle F({\vec {x}}_{k+1})<F({\vec {x}}_{k})} всегда можно обеспечить, выбрав {\displaystyle \lambda _{k}} достаточно большим. Однако при этом теряется информация о кривизне, заключённая в первом слагаемом, и проявляются все недостатки метода градиентного спуска: в местах пологого наклона антиградиент мал, а в местах с крутым наклоном — велик, в то время как в первом случае желательно делать большие шаги, а во втором — маленькие. Так, с одной стороны, если есть длинная и узкая впадина на поверхности, определяемой функцией невязки {\displaystyle F({\vec {x}})}, то компоненты градиента вдоль основания впадины — малы, а в направлении к стенкам — велики, в то время как идти желательно по основанию оврага. Способ учёта информации о кривизне предложил Марквардт. Он заметил, что если заменить единичную матрицу на диагональ матрицы Гессе, то можно достичь увеличения шага вдоль пологих участков и уменьшения вдоль крутых спусков:
{\displaystyle \left\{J^{T}({\vec {x}}_{k})J({\vec {x}}_{k})+\lambda _{k}\mathrm {diag} \,[J^{T}({\vec {x}}_{k})J({\vec {x}}_{k})]\right\}{\vec {p}}_{k}=-J^{T}({\vec {x}}_{k})f({\vec {x}}_{k}).}

## Метод доверительных интервалов
При рассмотрении алгоритма Левенберга — Марквардта как метода доверительных интервалов с помощью эвристик выбирается интервал {\displaystyle \Delta }, на котором строится приближение функции {\displaystyle {\vec {f}}({\vec {x}})}:
{\displaystyle m({\vec {p}})={\vec {f}}({\vec {x}}_{k})+J({\vec {x}}_{k}){\vec {p}}+{\frac {1}{2}}{\vec {p}}\,^{T}H{\vec {p}}.}
При этом шаг {\displaystyle {\vec {p}}_{k}} определяется исходя из задачи минимизации:
{\displaystyle \|m({\vec {p}})\|\to \min _{\|{\vec {p}}\|\leqslant \Delta }\!.}